# Rupert Klaus Neuhaus
Rupert Klaus Neuhaus (* 10. August 1944 in Freiburg im Breisgau) ist ein ehemaliger Richter am Bundessozialgericht.

## Leben
Nachdem Neuhaus in Kassel das Abitur abgelegt hatte, studierte er von 1965 bis 1970 Rechtswissenschaft an der Ludwig-Maximilians-Universität München und der Philipps-Universität Marburg. Es folgten Studien der Ethnologie und der Soziologie. Das Referendariat beendete er 1978 im Oberlandesgerichtsbezirk Frankfurt a. M. Er trat dann in die ordentliche Gerichtsbarkeit als Straf- und Jugendrichter an den Amtsgerichten Frankenberg und Biedenkopf ein. 1979 trat er in die Sozialgerichtsbarkeit des Landes Hessen über. 1982 wurde er mit der Arbeit Das Rechtsmissbrauchsverbot im heutigen Völkerrecht an der Universität Marburg promoviert. 
Neuhaus war von 1981 bis 1984 Richter am Landessozialgericht Hessen und ab 1984 Direktor des Sozialgerichts Marburg. Seit dem 1. Februar 1998 war er als Richter am Bundessozialgericht tätig. Er gehörte den für die Rentenversicherung zuständigen 13. und 5. Senat des Bundessozialgericht an. Hierbei war er von 2006 bis Ende Juni 2009 stellvertretender Vorsitzender des 5. Senates. Am 31. August 2009 trat er in den Ruhestand.